# Barrage de Sejnane
Pour les articles homonymes, voir Sejnane (homonymie).
Le barrage de Sejnane (arabe : سد سجنان) est un barrage tunisien inauguré en 1994 sur l'oued Sejnane, à environ 23 kilomètres au nord-est de Sejnane.
Barrage en terre, il peut retenir jusqu'à 113,580 millions de mètres cubes d'eau. L'apport annuel moyen se monte à 95,186 millions de mètres cubes. L'eau du réservoir est principalement destinée à l'eau potable. L'ouvrage est par ailleurs interconnecté avec le barrage de Sidi El Barrak[réf. nécessaire].